# Florian Marku
Florian Marku (* 29. September 1992 in Lushnja, Albanien) ist ein albanischer Kickboxer, MMA-Kämpfer und Boxer. Er war im Jahr 2014 WKU-Weltmeister.
Seine Eltern siedelten von Albanien nach Griechenland über, als Marku noch ein kleiner Junge war. Angefangen hatte er mit dem Boxsport in Thessaloniki und wurde dann von George Armagos als Kickboxer trainiert. Im Jahr 2013 zog er nach Österreich und boxte dort bei Thaikibo in Linz. Bevor er im Jahr 2014 vom Kickboxen zu MMA wechselte, hatte er 43 Kämpfe gewonnen und drei verloren.
Am 9. Mai 2014 bezwang er in der Steko’s Fight Night Simon Poskotin in fünf Runden zu je drei Minuten nach Punkten und wurde so WKU-Weltmeister in der Kategorie Kickbox Fullcontact in der Gewichtsklasse bis 72,5 kg.
Für eine Straftat aus dem Jahr 2012 wurde Marku im Jahr 2014 zu einer Gefängnisstrafe verurteilt. Nach viereinhalb Monaten Haft in Österreich und 13 Monaten in Griechenland kam er wieder frei.
Seinen ersten Wettkampf danach führte er am 9. Oktober 2016 und gewann. Am 1. Dezember 2018 gab er sein Debüt als Boxer im Weltergewicht bei einem Kampf in Ulm. Am 25. September 2021 gewann er gegen Maxim Prodan den Titelkampf um den IBF International welterweight.

## Kampfstatistik
| 13 Siege (8 K. o.-Siege), 1 Niederlage (0 K. o.-Niederlage), 1 Unentschieden |                                                      |                      |                                    |
| Datum                                                                        | Ort                                                  | Gegner               | Ergebnis für Marku                 |
| 1. Dez. 2018                                                                 | Beste Event Halle, Ulm, Deutschland                  | Nikola Janicievic    | Sieg / TKO 1. Runde                |
| 23. März 2019                                                                | York Hall, Bethnal Green, Großbritannien             | Iwan Godor           | Sieg / TKO 2. Runde                |
| 27. Apr. 2019                                                                | York Hall, Bethnal Green, Großbritannien             | Jan Marsalek         | Sieg / TKO 1. Runde                |
| 13. Juni 2019                                                                | O2 Arena, Greenwich, Großbritannien                  | Tommy Broadbent      | Sieg / KO 4. Runde                 |
| 20. Sep. 2019                                                                | York Hall, Bethnal Green, Großbritannien             | Miroslav Serban      | Sieg / 6. Runde                    |
| 13. Dez. 2019                                                                | Planet Ice, Altrincham, Großbritannien               | Nathan Bendon        | Sieg / 6. Runde                    |
| 10. Nov. 2020                                                                | BT Sport Studio, Stratford, Großbritannien           | Muma Mweemba         | Sieg / TKO 1. Runde                |
| 12. Dez. 2020                                                                | Wembley Arena, London, Großbritannien                | Jamie Stewart        | unentschieden / 8. Runde           |
| 20. Feb. 2021                                                                | Wembley Arena, London, Großbritannien                | Rylan Charlton       | Sieg / TKO 8. Runde                |
| 25. Sep. 2021                                                                | Tottenham Hotspur Stadium, Tottenham, Großbritannien | Maxim Prodan         | Sieg nach Punkten (Split decision) |
| 20. Nov. 2021                                                                | Wembley Arena, London, Großbritannien                | Jorick Luisetto      | Sieg nach Punkten (Split decision) |
| 2. Apr. 2022                                                                 | Utilita Arena, Newcastle, Großbritannien             | Chris Jenkins        | Sieg / TKO 4. Runde                |
| 25. Aug. 2022                                                                | Air Albania Stadium, Tirana, Albanien                | Miguel Parra Ramirez | Sieg nach Punkten (Split decision) |
| 2. Sep. 2023                                                                 | Manchester Arena, Manchester, Großbritannien         | Dylan Moran          | Sieg / TKO 1. Runde                |
| 31. März 2024                                                                | O2 Arena, London, Großbritannien                     | Chris Kongo          | Niederlage nach Punkten            |
| Quelle: Florian Marku in der BoxRec-Datenbank                                |                                                      |                      |                                    |

| Ergebnis | Gegner             | Siegart | Veranstaltung                         | Datum         |
| -------- | ------------------ | ------- | ------------------------------------- | ------------- |
| Sieg     | Davor Matic        | TKO     | GFC 7 – Greek Fighting Championship 7 | 9. Okt. 2016  |
| Sieg     | Stefan Suskavcevic | Aufgabe | MCP 6 – MMA Challenge Pro 6           | 23. Apr. 2017 |
| Sieg     | Stamatis Bitakos   | Aufgabe | Greece Regional                       | 10. Juni 2017 |

| Ergebnis | Gegner          | Siegart | Veranstaltung        | Datum         |
| -------- | --------------- | ------- | -------------------- | ------------- |
| Sieg     | Gia Barkalaia   | Aufgabe | Switzerland Regional | 27. Mai 2017  |
| Sieg     | Dzevad Muftic   | Aufgabe | Fightnight Leonding  | 10. Feb. 2018 |
| Sieg     | Sladan Dragisic | KO      |                      | 8. Juni 2018  |